# Aphelidiaceae
Sous-règne
Division
Sous-division
Classe
Ordre
Famille
Les Aphelidiaceae sont une famille de champignons, qui sont considérés comme les seuls représentants du sous-règne des Aphelidiomyceta.
Ce groupe d'organismes a été initialement décrite comme une classe de protistes nommée Aphelidea par Boris V. Gromov en 2000. Le changement de nom est dû à son placement dans le règne des Fungi, qui suit d'autres règles de nomenclature.

## Liste des genres
Selon NCBI (22 juin 2020) :
- genre Aphelidium
- genre Paraphelidium Karpov, Moreira & Lopez-Garcia 2016